# Бар-Ебенхаузен
Бар-Ебенхаузен (њем. Baar-Ebenhausen) општина је у њемачкој савезној држави Баварска. Једно је од 19 општинских средишта округа Пфафенхофен ан дер Илм. Према процјени из 2010. у општини је живјело 4.802 становника. Посједује регионалну шифру (AGS) 9186113.

## Географски и демографски подаци
Бар-Ебенхаузен се налази у савезној држави Баварска у округу Пфафенхофен ан дер Илм. Општина се налази на надморској висини од 374 метра. Површина општине износи 14,8 km². У самом мјесту је, према процјени из 2010. године, живјело 4.802 становника. Просјечна густина становништва износи 324 становника/km².